# Stéphane Lavoué
Pour les articles homonymes, voir Lavoué.
Stéphane Lavoué est un photographe portraitiste français né à Mulhouse en 1976.
Il est lauréat du Prix Niépce Gens d'images 2018.

## Biographie
Stéphane Lavoué naît à Mulhouse en 1976. Son père est médecin militaire, il grandit entre l’Afrique et l’Allemagne, au gré des affectations de celui-ci. 
Ingénieur diplômé de l’École supérieure du bois de Nantes en 1998, il part vivre en Amazonie pendant deux ans, chargé des achats pour un grand groupe industriel. 
Lors de ce séjour au Brésil, il découvre le travail de Sebastião Salgado auprès des ouvriers des mines d’or de la Serra Pelada sur des posters collés aux murs des favelas de Belém : « Les photos de Salgado ont été une révélation. Je me suis vraiment dit : voilà ce que j’aimerais faire, voilà la vie que je veux mener ! ».
De retour en France, il décide de devenir photographe professionnel après une année de formation au Centre Iris pour la photographie. 
Il travaille pour la presse, d’abord à Libération à partir de 2001, puis il se spécialise et devient un portraitiste réputé dont les images sont publiées par Le Monde, Le Figaro, L’Équipe, New York Times, The Times, etc. En 2002 il fonde le collectif Dolce Vita avec quatre autres photographes. 
Pour « The North-East Kingdom »  il effectue trois voyages de quinze jours « en quête d'un roi imaginaire en plein cœur du Vermont » entre 2013 et 2014. 
Il obtient une commande du conseil général du Morbihan « Nourrir la planète » exposée au festival de La Gacilly. En résidence artistique à la Comédie Française pendant trois semaines, il réalise les portraits officiels des soixante comédiens de la troupe.
En 2016, il est lauréat de la commande photographique nationale « Une jeunesse en France » (CNAP-Ministère de la Culture) pour sa série « Leur choix - Une jeunesse bigoudène ».
Dans le cadre du projet La France vue d’ici, piloté par l’association Cetavoir et Médiapart, il réalise la série « Les marins de la terre » en 2017. 
En 2018, il est récompensé par le Prix Niépce Gens d'images. Il réalise la photo illustrant le septième album de Jamait, Mon Totem, sorti le 12 octobre 2018.  
Stéphane Lavoué vit et travaille avec sa compagne, la journaliste Catherine Le Gall, à Cap Caval à la pointe du Sud du Finistère,, où il développe des travaux ancrés dans la culture locale. Ses images sont diffusées depuis 2010 par Pasco&Co.

## Expositions
- 2002 : Gestes d'urgence, galerie du Centre Iris pour la photographie, Paris[15]
- 2012  : L’équipage, festival Photo de Mer de Vannes et Festival ImageSingulières de Sète[16]
- 2015 : The North-East Kingdom, Festival ImageSingulières de Sète[17]
- 2015 : The North-East Kingdom, Espace Leica, Paris[16]
- 2015 : The North-East Kingdom, Lian Zhou Photo Festival, Chine[6]
- 2015 : Nourrir la planète, Festival photo de La Gacilly[18]
- 2017 : The North-East Kingdom, à la Fisheye Gallery. Paris[19]
- 2018 : Tes Yeux sur mes oreilles, en partenariat avec l'association Droit Pluriel[20]
- 2020 : Hent - La route, Port-Musée de Douarnenez[12],[21]
- 2021 : Les enchanteurs, Fisheye Gallery, Arles, du 4 juillet au 25 septembre

## Publications
Monographies
- The Kingdom, éditions 77, 2017[4]
- Les Mois Noirs, éditions 77, 2019[22]
- Les Enchanteurs, éditions 77, 2021[23]

Ouvrage collectif
- La France vue d’ici, avec Catherine Le Gall, imagesSingulières / Mediapart, Éditions de La Martinière, Paris, 2017[8]
- Azimut, une marche photographique en France, Éditions Textuel, Paris, 2020[24]

## Prix et distinctions
- 2016 : Lauréat de la commande photographique nationale « Une jeunesse en France »[7]
- 2018 : Prix Niépce Gens d'images[9]